# سارال عليا
سارال عليا هي قرية في مقاطعة نقدة، إيران. يقدر عدد سكانها بـ 221 نسمة بحسب إحصاء 2016.